# Осада Акры (1799)
Осада Акры (фр. siège de Saint-Jean-d'Acre, тур. Akka kuşatması) — кульминационный эпизод похода в Египет и Сирию войск Французской республики под командованием Наполеона Бонапарта.

## Предыстория
Наполеон полагал, что появление французских войск побудит Сирию к восстанию против Османской империи. Портовый город Акра занимал важное стратегическое значение на пути из Египта в Сирию. После захвата Эль-Ариша и Яффы Бонапарт направился к Акре.
Акра (Сен-Жан-д’Акр) в тот момент являлась столицей полунезависимого политического образования — северо-запада Палестины и большей части Сирии, правителем которого был Ахмед Аль-Джаззар (Джаззар-паша). Непосредственно обороной города руководил Хаим Фархи, еврейский советник Джаззара и его правая рука.
Ранее, когда Яффа была взята и предана грабежу, офицерам удалось спасти часть населения и сдавшийся гарнизон, а это составляло около четырёх тысяч албанцев и арнаутов. Не имея возможности отправить пленных ни во Францию, ни в Египет, Наполеон после трёх дней раздумий отдал приказ о расстреле военнопленных. Этот факт был хорошо известен жителям Акры и гарнизону (многие из которых также были албанцами), о сдаче города никто не думал.
Французская армия принесла с собою в Сирию эпидемию чумы; она развилась во время осады Яффы и с каждым днём всё более усиливалась.

## Ход осады

### Силы сторон
19 марта в 8 часов утра французы подошли к Акре. Руководить осадой был назначен генерал Каффарелли, начальник инженерных войск французской армии в Египте. Армия стала лагерем на склоне Турона (теперь это холм Наполеона), перед холмом лежал город, а по бокам окружало море. Все горные дороги были преграждены рвами и засеками. Были сформированы четыре отряда по 500 человек для наблюдения за берегами реки Иордан, удалённой от города на 70 км.
Шейх Дахэр первым поспешил явиться в лагерь и предложить свои услуги Наполеону, за что был пожалован Наполеоном губернаторством провинции Сафад и обещанием вернуть наследство отца. Потом этот шейх примирил бедуинов с французской армией, поставлял информацию из Дамаска, снабжал лагерь всем, что производила страна. Несколько дней спустя явились 900 метуали (алавитов) ― мужчин, женщин, стариков, детей; из них только 260 были вооружены, 130 имели коней. Главнокомандующий трём вождям возвратил владения их предков. В прежнее время численность этих метуали достигала 10 000, Джеззар погубил почти всех. Монахи ордена святой земли (вероятно, францисканцы) привели население Назарета, мужчин и женщин в числе нескольких тысяч; христианское население Шафа-Арма, Сафада и других мест массами являлось в лагерь.
Защитников Акры поддерживала английская флотилия под командованием Сиднея Смита. Смит усилил оборону крепости дополнительными пушками и канонирами, а также выделил отряд морской пехоты.
Генерал Каффарелли предложил атаковать восточный фас Акры так как: 1) имеется более лёгкий доступ к стене, 2) над ней господствует гора Мечети, 3) другой, северный фас, под обстрелом орудий паши. Проделать брешь в кладке древнего сооружения было трудной задачей, однако Каффарелли решился на это, обладая лишь 12-фунтовыми пушками.
Осада Акры продолжалась 62 дня и делится на два периода: первый с 19 марта по 25 апреля (36 дней); второй ― с 25 апреля по 21 мая (26 дней).

### Первый период осады

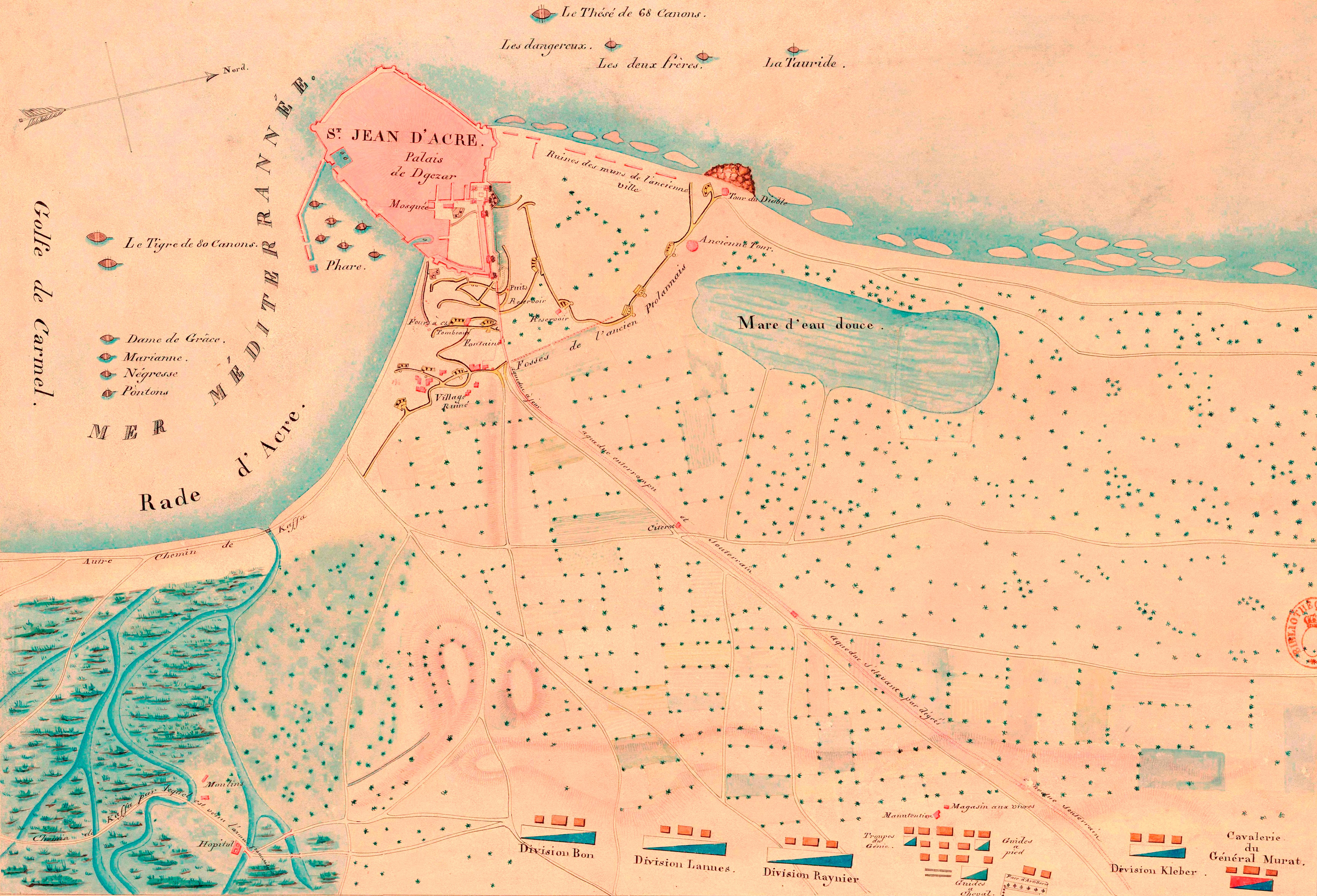
План Акры и прилегающей территории с расположением французских войск

21 марта офицеры инженерных войск заложили траншею на расстоянии 300 метров от стены, траншею прикрывал акведук. За 3 дня подобрались на расстояние 10 м, а затем развернули траншею параллельно стене, что защитило все манёвры осаждающих. Артиллерия соорудила восемь батарей ― две против островка с маяком; три ― против трёх башен восточной стены; шестая батарея против большой угловой башни; седьмая и восьмая батареи с самой мощной артиллерией должны были проделать брешь в восточном фасе у большой башни.
22 марта два английских линейных корабля: «Тигр» и «Тесей» встали на рейд у Акры. Также прибыли шесть небольших тартан, захваченных англичанами у дамиеттской флотилии, что пыталась доставить осадные орудия французам. Захваченная артиллерия была отдана в управление бывшему однокласснику Наполеона, роялисту Фелиппо. Фелиппо также руководил артиллерией и фортификационными работами в городе. Благодаря его усилиям будет остановлен самый удачный штурм Акры.
23 марта был открыт огонь по городским укреплениям Акры; через 48 часов орудия маяка замолчали, также как и тяжёлые орудия, стоявшие на валах с той стороны, откуда предполагалось идти на штурм.
24 марта начали действовать батареи, предназначенные для пробития бреши; в первые 48 часов они не произвели видимого действия на древнюю каменную кладку, только в 4 часа пополудни обрушился весь восточный фас большой башни. На рекогносцировку бреши было выслано 50 человек, но они не смогли продвинуться дальше контрэскарпа. Это сооружение парализовало все усилия осаждающих в течение четырёх дней.
По словам Наполеона, Джеззар был уверен, что разрушение стены критическое. Он погрузил на суда сокровища и жён, и оставался на борту всю ночь. Жители каждую минуту ожидали штурма, солдаты оставались на стене всю ночь.
26 марта Смит послал 400 человек для захвата Хайфы с целью получить сносную стоянку для кораблей. Ламбер, командовавший наблюдательным отрядом в этой крепости, встретил их картечью и окружил отрядом в 60 драгун, полностью рассеяв десант. Победителям достались баркас и 32-фунтовая каронада.
Вечером Джеззар вернулся в Акру и предпринял вылазку, которая не удалась.
28 марта была отрыта минная галерея и взорван контрэскарп. Капитан штаба Майи был направлен к башне с сапёрами и 25 гренадерами для устройства ложемента (неглубоких окопов). Майор Ложье с 800 солдатами ждал сигнала за акведуком, готовый занять ложемент. Дивизия Бона предназначалась для поддержки Ложье и овладения крепостью. Но когда Майи достиг контрэскарпа, он оказался неразрушенным. Ринувшись к башне, он взобрался на первый этаж с 40 солдатами и дал сигнал Ложье. Ложье с первым взводом бросился в ров и побежал к бреши, но был убит. Второй взвод замешкался у края контрэскарпа в поисках менее глубокого места, и был осыпан огнём со стен. Солдаты продолжали действовать рассыпным строем. Между тем Майи с 10 оставшимися солдатами вскарабкался на платформу и сорвал оттоманский флаг. Однако все они погибли, пытаясь удержать позицию.
Паша, увидев сорванное оттоманское знамя, согласно мемуарам Наполеона, снова погрузился на суда. Весь гарнизон и жители покидали город, бросались в барки или укрывались в мечетях. Всё казалось потерянным, когда пять мамлюков, охранявших дворец от разграбления, заметили, что на платформе башни находятся только два француза. Предприняв контратаку, они нашли лишь одного сапера. После поднятия оттоманского флага отряд в 500 магрибинцев и арнаутов вернулся в город.
Штурм Акры провалился, дивизия Бона даже не была выведена из траншей. Этот день обошёлся французской армии в 27 человек убитыми и 87 ранеными (в том числе половина из 40 человек, составлявших отряд Майи).
1 апреля в порту Хайфы стал на якорь турецкий фрегат, так как Ламбер вывесил знамя Оттоманской империи. Команда была арестована, французам досталась ещё одна каронада, 24-фунтовая. Это и захваченное ранее 32-фунтовое орудия пригодились при осаде; их включили в батарею, предназначенную для пробития бреши.
В тот же день генерал Каффарелли не замедлил воспользоваться захваченной артиллерией, огонь которых пробил большую брешь. Осаждённые же заполнили брешь бомбами, снарядами, гранатами, бочками с гудроном, фашинами, кусками дерева, покрытыми серой, железными шипами. Французы выслали 25 человек для подготовки ложемента. Они вырыли окоп и двинулись к заминированной бреши — 5 из них сгорели, остальные поспешно вернулись в контрэскарп.
7 апреля Фелиппо организовал вылазку, чтобы обнаружить минную шахту. На рассвете три колонны по 1500 человек пошли в атаку. Одна английская колонна подошла на 30 м к мине. Но батальон охранения обошёл их справа и слева, со штыками наперевес истребил, покалечил и взял в плен почти всех солдат колонны. Резервы траншеи отбросили остальные колонны к крепости, несколько небольших колонн были отрезаны и взяты в плен. Эта вылазка обошлась осажденным в 800 человек, среди которых 60 англичан. И это притом, что французская армия тогда не могла прийти на помощь солдатам, находившимся в траншее.

### Сражение у горы Табор
В это время дамасский паша Абдалла собрал 30 000 человек. Другая армия формировалась на Родосе. По плану армия паши Дамаска должна была перейти Иордан только после высадки родосской армии у Акры. Однако, опасаясь скорого падения Акры, Джаззар-паша приказал Абдалле перерезать коммуникации французов с Египтом, не дожидаясь родосской армии.
12 апреля Абдалла переправил армию через Иордан и стать лагерем на Ездрилонской равнине. Генерал Клебер с 2500 человек решил отрезать Абдаллу от Дамаска. Понимая авантюрность плана Клебера, Наполеон срочно выдвинулся с дивизией пехоты, всей конницей и резервной батареей на помощь.
16 апреля Наполеон застал войско Клебера полностью окружённым у горы Табор. Скрытые высокой травой, французы незаметно подошли и атаковали дамасскую армию. Клебер, несмотря на положение, поддержал наступление. Атакованная со всех сторон армия Абдаллы бежала.

### Контр-адмирал Перре
Контр-адмирал Перре командовал французской Нильской флотилией, которая не участвовала в Абукирском сражении и уцелела. В состав флотилии входило 3 фрегата («Жюнон», «Альсест» и «Куражёз») и 2 брига. Когда Наполеон достиг Сирии, Перре вышел из Александрии, которая уже не была под блокадой.
15 апреля встав на рейд Яффы, он получил приказ появиться у Акры в противовес английским судам. В бухте Тантуры (у развалин Дора), в 14 километрах от Акры и английской эскадры, Перре высадил шесть орудий тяжёлого калибра. Сам же стал крейсировать между Родосом и Акрой. Результатом стал захват конвоя родосской армии: два судна, 400 человек, шесть полевых орудий и 150 тыс. франков. В последующем крейсерстве Перре рассеял суда с наблусцами, пытавшиеся высадиться в Акре. Сидней Смит пытался преследовать его, но фрегаты Перре были быстрее.
Несмотря на превосходство английского флота в водах Акры, Перре в течение месяца блокировал город с моря. В противоположность этому, Сидней Смит не блокировал морского сообщения между осаждающими и Дамиеттой.

### Второй период осады
Осадный парк теперь усилился мортирами, двумя 24-фунтовыми и двумя 18-фунтовыми орудиями. Но и англичане восстановили морские коммуникации с городом. Акра стала даже сильнее, чем в начале осады.
25 апреля взорвали мину под большой башней, половина башни рухнула, утянув с собой триста солдат и четыре орудия. 24-фунтовые орудия довершили разрушение башни. Вход в крепость был открыт, но за башней французов остановил ретраншемент (ограда). В ложементе поставили батареи для обстрела этого ретраншемента. Другая батарея начала разрушение второй башни того же фаса. Артиллерия города была подавлена.
Защитники Акры часто делали вылазки, уничтожали фашины и туры батарей. Борьба в траншеях была жестокая, французским солдатам даже пришлось наточить все грани штыков, чтобы турки не могли вырывать ружья из рук. Хоть оттоманы и несли большие потери, но неустрашимость их не слабела. В этих вылазках Акра потеряла свыше 9000 человек, в том числе две трети пленными. Родосская армия задерживалась. К концу апреля Джеззар уже планировал покинуть город.
Фелиппо предложил необычную контратаку — продвигаться к противнику, строя укрепления. В последнюю неделю апреля защитники Акры соорудили перед морскими воротами и дворцом Джеззара два больших редана, где установили 24-фунтовые орудия. От реданов потянулись траншеи, угрожая флангам. В ответ французы создали батареи для подавления артиллерии реданов, и так же повели траншеи против линий турок. Три раза траншеи захватывались, но удержать их было невозможно — траншеи прекрасно простреливались. Через 15 дней окопной войны осаждённые получили помощь с Родоса. Фелиппо не жалел усилий на устройство укреплений, однако получил солнечный удар и умер 1 мая. Его место занял полковник Дуглас.
4 мая траншея напротив второй башни была готова к штурму, мину подвели под контрэскарп. Но за ночь сапёры Акры прокопали двойную сапу, обезвредили мину и уничтожили минёров.
7 мая на горизонте показались 30—40 судов родосской армии, долгожданной для осаждённых. Наполеон срочно приказал генералу Ланну идти на приступ. Генерал Ланн построил три колонны: первая (генерал Рамбо) напротив бреши со стороны куртины; вторая (генерал Ласкаль) напротив большой башни; третья (сам генерал Ланн) в резерве. Генерал Рамбо форсирует брешь, проникает в город, захватывает два орудия и две мортиры. Рамбо убит во время штурма.
8 мая ещё до рассвета подкрепление высадилось в Акре. Французам пришлось покинуть занятую часть города. На рассвете части родосской армии сделали вылазку с двух плацдармов — у морских ворот и дворца паши. Они овладели ложементом башни, половиной траншей и батарей; но вскоре отряд был окружён. 3 тыс. родосцев сложили оружие, ещё 3 тыс. осталось лежать убитыми или ранеными, и только 2 тыс. вернулись в крепость.
Вдохновлённые успехом, французы вновь завладели той частью города, которую захватывал Рамбо, и забаррикадировались там. Несколько дней шли бои за каждый дом, французы несли большие потери.

### Снятие осады
13 мая Наполеон получил новые данные о положении дел республики: поход союзников в Италию грозил гибельными последствиями для Франции. Директория, не пользовавшаяся уважением нации, могла быть низвергнута.
Снятие осады замаскировали под усилением огня: вся артиллерия непрерывно стреляла в течение шести дней и, согласно мемуарам Наполеона, сравняла с землей все укрепления мечети и дворца Джеззара, а также внутренний ретраншемент. Тем временем раненых, пленных и обоз переправили в Яффу, госпитали эвакуировали в Каир.
20 мая французская армия вновь пошла берегом моря, но уже в сторону Египта, генерал Клебер командовал арьергардом. Много пушек и каронад были испорчены и брошены в море. Осаждённые обнаружили снятие осады только 21 мая.

## Последствия
Осада Акры продолжалась 62 дня. К началу осады Наполеон располагал 13 000 человек. За время осады французская армия потеряла 500 человек убитыми, в том числе ряд выдающихся офицеров: дивизионного генерала Бона, бригадного генерала Рамбо, капитана Круазье (адъютант Наполеона), полковников Буайе (18-й линейный полк) и Вену (25-й). Наибольшей потерей для Франции, по словам Наполеона, была смерть генерала Каффарелли дю Фальга. Ранено было 2500 человек, 800 из них вернулись в строй, 700 умерло в госпиталях.
По сведениям Наполеона, подкреплений в осаждённую Акру прибыло в общей сложности 15 000 человек, на момент снятия осады осталось 5000. Таким образом, потери турок составили 10 000 убитыми, ранеными и пленными.
Несмотря на то, что Наполеону пришлось оставить Сирию, он достиг одного немаловажного результата — с таким трудом собранные турецкие армии были разбиты либо сильно потрёпаны, и больше не могли угрожать Египту.

## Память об осаде
В современном Акко холм к юго-востоку от стены Старого города, на котором располагался лагерь французов, до сих пор носит название «Холм Наполеона» (ивр. גבעת נפוליון‎). Также в городе есть улица Наполеона Бонапарта (ивр. רחוב נפוליון בונפרטה‎). Для арабского населения Акко события 200-летней давности служат поводом для гордости за своих предков, давших отпор великому завоевателю. В этой среде распространена легенда о том, что Наполеон при снятии осады приказал произвести пушечный выстрел собственной шляпой в сторону города, «чтобы по крайней мере часть его побывала в Акре».

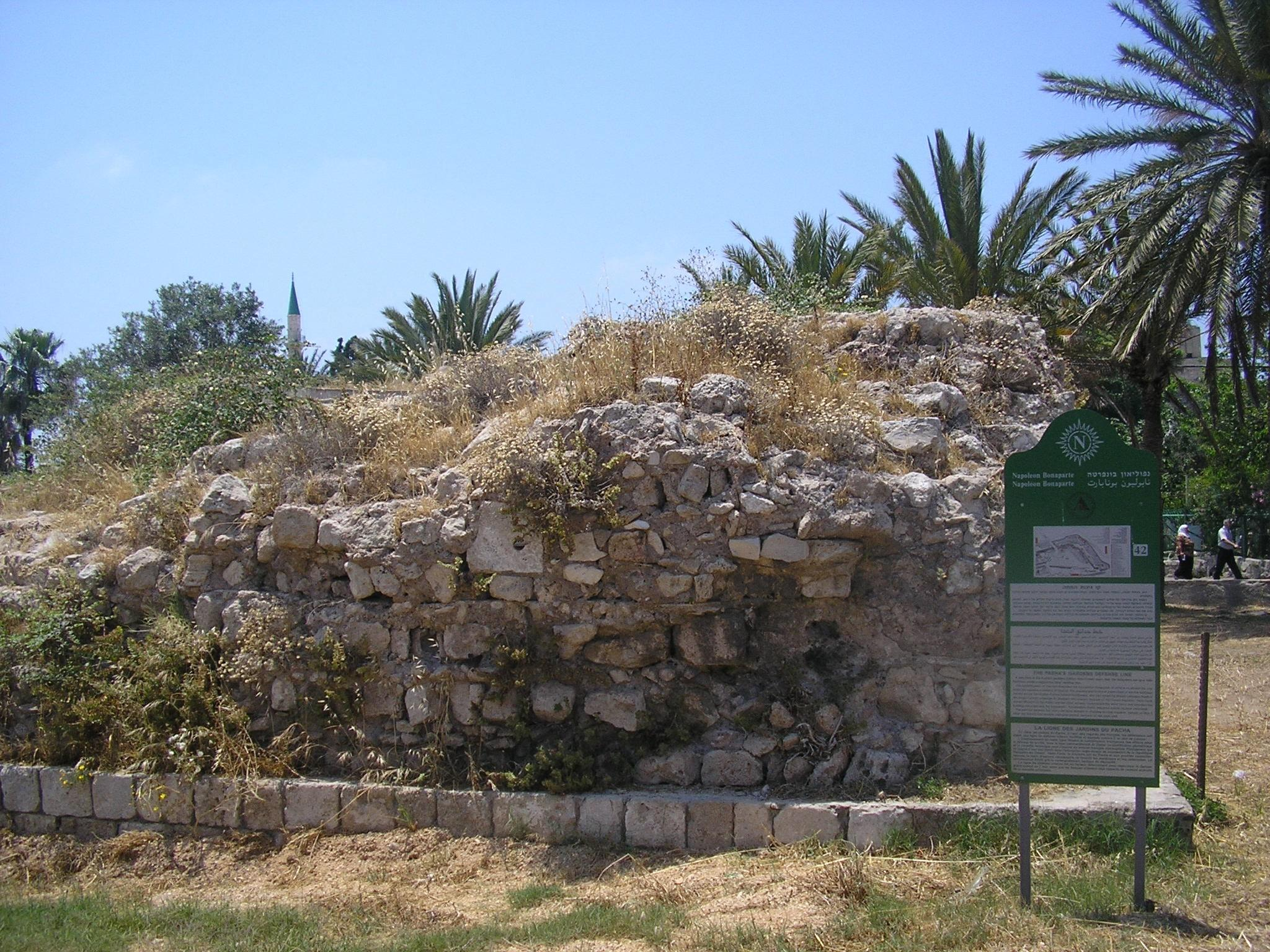
Фрагмент внутренней оборонительной линии, возведённой Фархи и Фелиппо в черте города
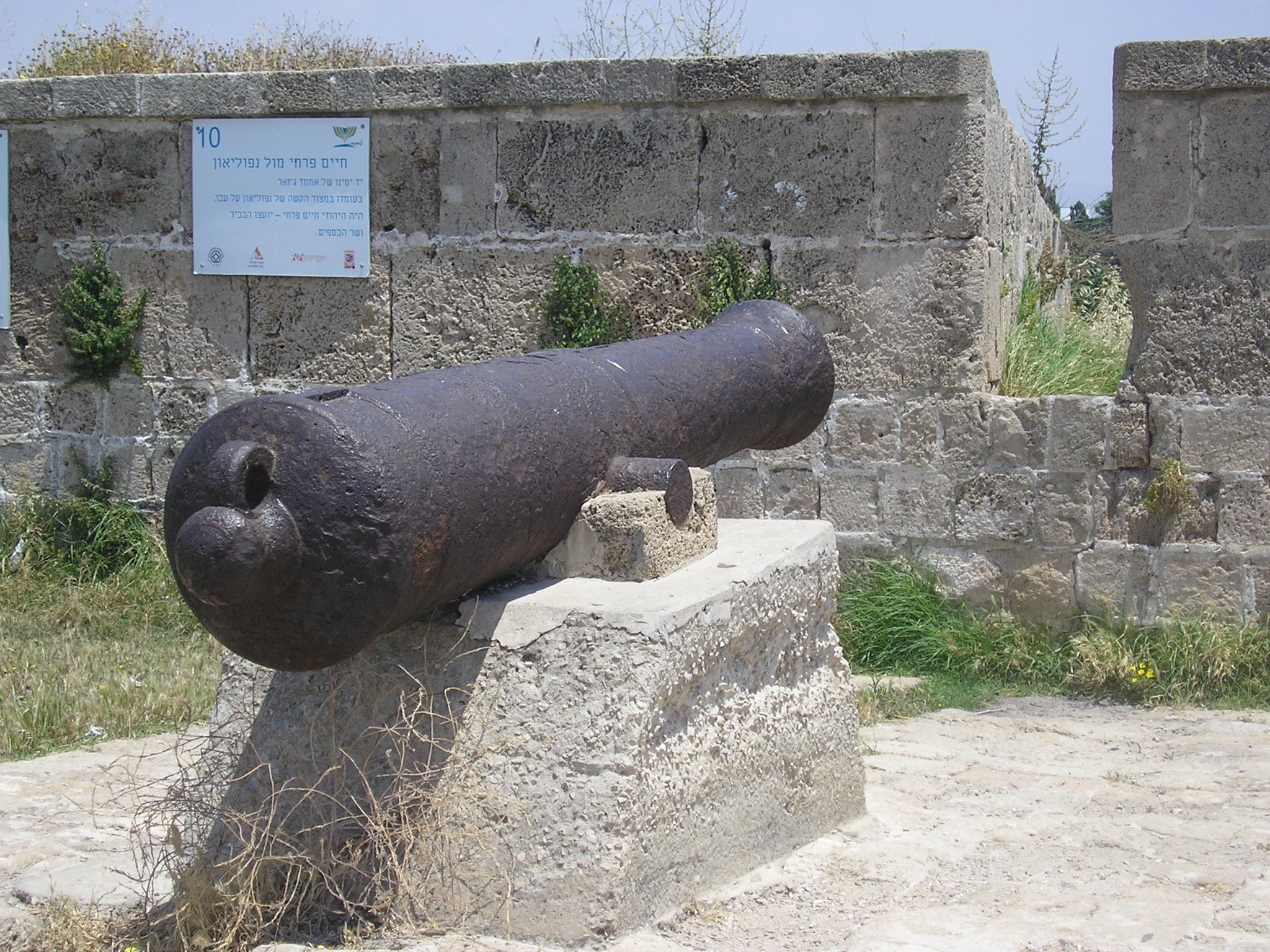
Пушка, установленная на городской стене Акко возле памятного знака в честь Хаима Фархи
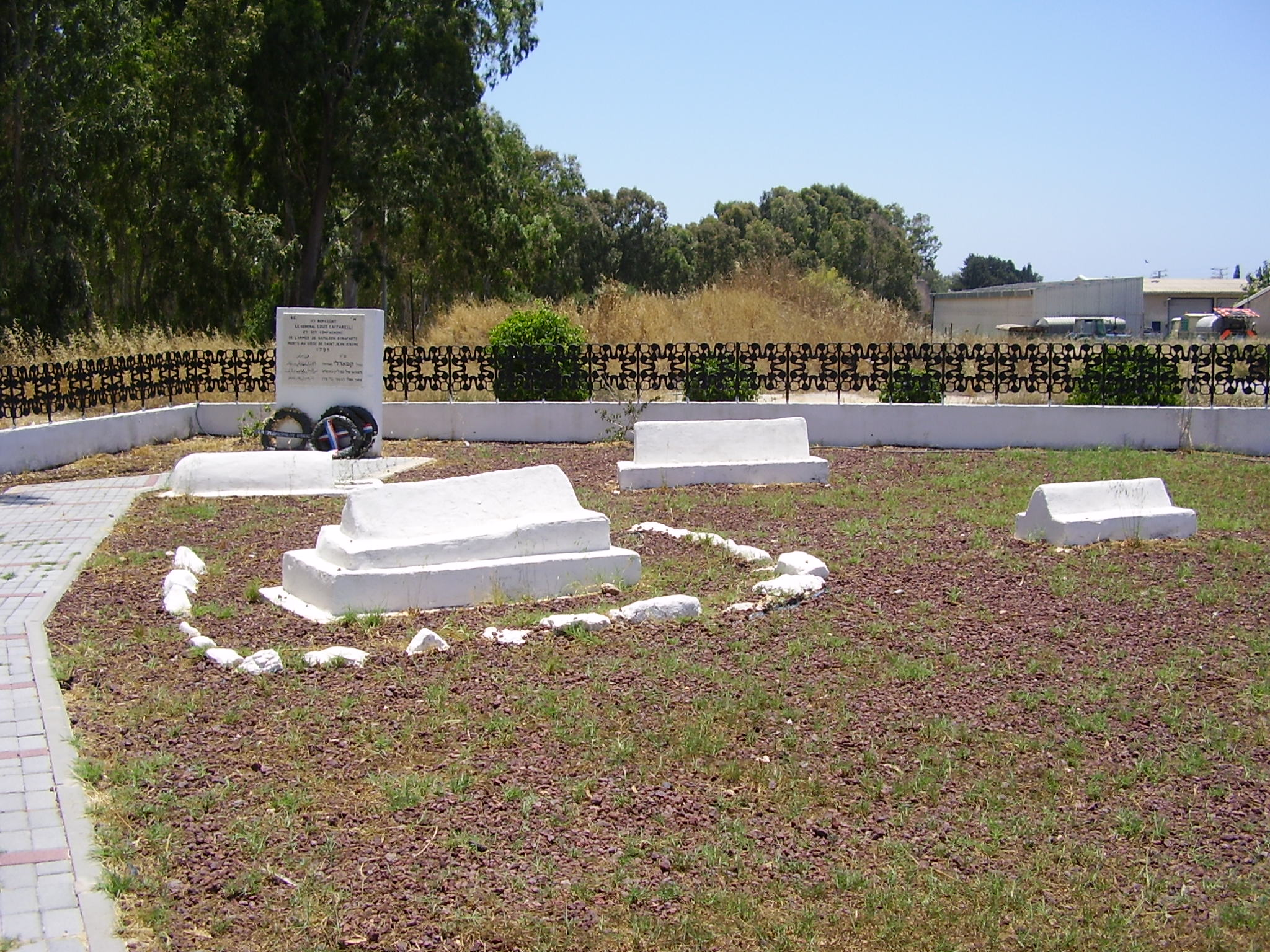
Кладбище французских солдат в Акко. Здесь похоронен генерал Каффарелли
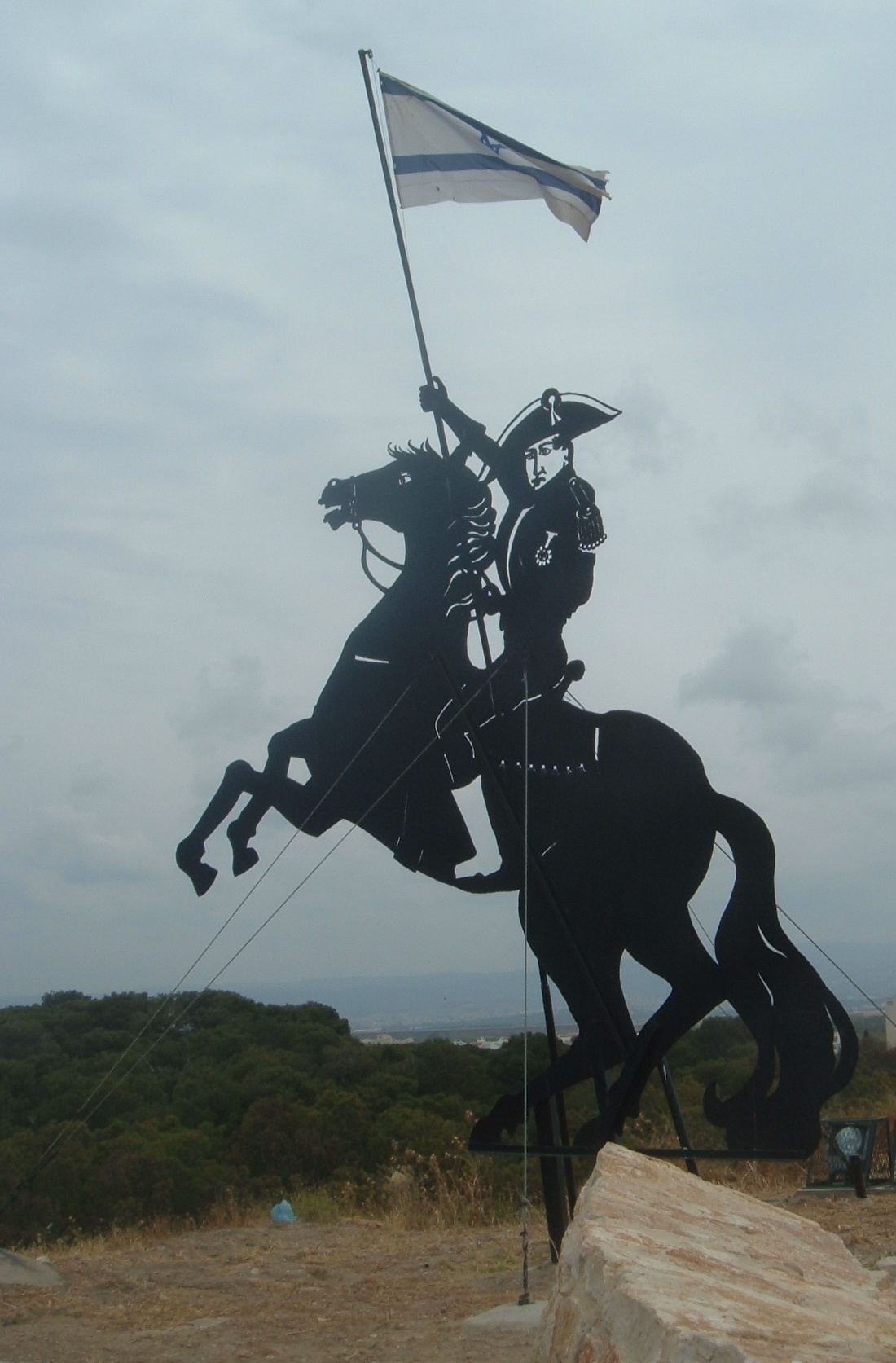
Монумент Наполеону на холме его имени

## Наполеон об осаде Акры
Если бы Акр был взят, французская армия кинулась бы на Дамаск и Алеппо и в одно мгновенье была бы на Евфрате… Шестьсот тысяч человек (христиан) присоединились бы к нам, и как знать, что бы из этого вышло? Я дошёл бы до Константинополя, до Индии; я изменил бы лицо мира!

Да, если бы я овладел Сен-Жан д’Акром, я надел бы тюрбан; я одел бы свою армию в широкие шаровары и сделал бы из неё священный отряд… Я завершил бы войну с турками при посредстве арабов, греков и армян. Я мог бы сделаться императором Востока и вернулся бы в Париж через Адрианополь или Вену, уничтожив австро-германскую монархию.